# Bruno Paixão
Bruno Miguel Duarte Paixão (født 18. maj 1974) er en portugisisk fodbolddommer fra Setubal. Han har dømt internationalt under det internationale fodboldforbund FIFA siden 2004, hvor han er indrangeret som kategori 1-dommer. Han har tidligere været indplaceret som Premier Development-dommer, men blev forud for sæsonen 2011/12 rykket ned i kategori 1.

## Kampe med danske hold
- Den 2. september 2005: Kvalifikation til U/21 EM 2006: Tyrkiet – Danmark 3-2.